# ZA-P-2226
La ZA-P-2226 es una carretera española perteneciente a la Red de carreteras de la Diputación Provincial de Zamora que une las localidades de Bermillo de Sayago y Fariza.
Además da acceso a la localidad de Muga de Sayago.

## Origen y Destino
La carretera  ZA-P-2226  tiene su origen en Bermillo de Sayago en la intersección con la  CL-527 , y termina en Fariza en la intersección con la carretera  ZA-P-2222  formando parte de la Red de Carreteras Provinciales de la Diputación de Zamora.